# Хелмек-Воловський
Хелмек-Воловський (пол. Chełmek Wołowski, нім. Kulmikau) — село в Польщі, у гміні Шцинава Любінського повіту Нижньосілезького воєводства.
Населення — 112 осіб (2011).
У 1975-1998 роках село належало до Легницького воєводства.

## Демографія
Демографічна структура станом на 31 березня 2011 року:
|          | Загалом | Допрацездатний вік | Працездатний вік | Постпрацездатний вік |
| -------- | ------- | ------------------ | ---------------- | -------------------- |
| Чоловіки | 53      | 13                 | 32               | 8                    |
| Жінки    | 59      | 12                 | 31               | 16                   |
| Разом    | 112     | 25                 | 63               | 24                   |